# Elecciones generales de Botsuana de 2009
Las elecciones generales de Botsuana de 2004 tuvieron lugar el 16 de octubre del mencionado año con el objetivo de renovar los 57 escaños electos de la Asamblea Nacional, ejerciendo estos sus funciones por el período 2009-2014 e invistiendo al presidente de la República. Se trató de los novenos comicios que tenían lugar en Botsuana desde la independencia del país del Reino Unido en 1966, y los décimos desde la instauración del sufragio universal. Se realizaron al mismo tiempo que las elecciones de gobierno local. Se empleó el sistema de escrutinio mayoritario uninominal y la edad mínima para votar fue de dieciocho años. Las elecciones fueron administradas por la Comisión Electoral Independiente (IEC).
Se trató del primer desafío electoral que debía enfrentar el presidente Ian Khama (hijo del primer presidente de Botsuana Seretse Khama), tras asumir el cargo en abril de 2008 en sucesión de Festus Mogae. El período previo a las elecciones vio una serie de diferencias internas en del Partido Democrático de Botsuana (BDP), gobernante desde la independencia, entre la facción del presidente Khama y la del exsecretario general Daniel Kwelagobe, que había ocupado el cargo desde 1980 hasta 2007, luego de que Kwelagobe fuera despedido como Ministro de Asuntos Presidenciales en abril de 2009. Sin embargo, los ánimos dentro del partido gobernante se calmaron luego de que ambos dirigentes llegaran a un acuerdo para encarar unidos el proceso electoral. Mientras tanto, el Frente Nacional de Botsuana (BNF), principal partido de la oposición, llegó a los comicios profundamente dividido por los escándalos personales que enfrentaba su líder y candidato presidencial, Otsweletse Moupo, a quien se contrapuso la facción conocida como «Plataforma Temporal» de Nehemiah Modubule. El conflicto fue tan duro que la Plataforma Temporal terminó concurriendo a los comicios con candidatos propios, aunque estos no abandonaron el BNF de manera formal y se presentaron legalmente como independientes. El propio Moupo resultó derrotado en las primarias para la reelección en su circunscripción y no disputó escaño alguno, pero volvió a presentarse como candidato presidencial. Por su parte, el Partido del Congreso de Botsuana (BCP) concurrió en alianza con el Movimiento de la Alianza de Botsuana (BAM) bajo el liderazgo de Gilson Saleshando, luego de que su anterior dirigente, Otlaadisa Koosaletse, decidiera regresar al BNF.
El registro electoral fue mucho más alto que en anteriores elecciones y la participación fue abrumadora, superando por primera vez el medio millón de electores, lo que provocó que el proceso de votación fuera en gran medida lento y se tuviera que extender la jornada de votación. En última instancia, el BDP obtuvo una aplastante victoria con el 53,26% del voto popular y 45 de los 57 escaños, en términos absolutos la mayor cantidad de escaños jamás lograda por el partido, garantizando la elección de Khama para un mandato completo. Beneficiado por la división de los partidos opositores, el oficialismo logró ganar cuatro de los cinco escaños que representaban a Gaborone, la primera vez desde la muerte de Seretse Khama que el BDP lograba ganar en la capital. Por el contrario, el BNF sufrió una aplastante derrota y obtuvo su peor resultado desde 1989, recibiendo solo un 21,94% de los votos (remitiéndose solo a los candidatos oficiales) y obteniendo 6 escaños (la mitad de los obtenidos en 2004). Modubule fue el único candidato de la «Plataforma Temporal» que resultó electo, y retornó al BNF después de las elecciones. Por su parte, el BCP registró un gran crecimiento electoral a costas del BNF y consiguió un 19,15% de los votos y 4 escaños, mientras que el BAM obtuvo 2,27% y 1 escaño. El BAM se unificaría con el BCP después de las elecciones. La participación fue del 76,71% del electorado registrado.
Khama prestó juramento para un mandato presidencial completo el 20 de octubre de 2009. Los conflictos internos en el BDP, con varios de sus dirigentes de peso considerando que Khama se extralimitaba en sus funciones como líder del partido, se agudizaron en el mandato siguiente, al tiempo que la oposición emprendió una reorganización con la fundación de la coalición Paraguas para el Cambio Democrático (UDC). Esto, sumado a un importante deterioro de la situación económica, allanaría eventualmente el camino para que el BDP sufriera duros reveses electorales en las elecciones de 2014.

## Antecedentes
Las elecciones generales de 2004 vieron al Partido Democrático de Botsuana, gobernante desde la independencia, revalidar su mandato por aplastante margen con 44 de los 57 escaños parlamentarios electos, aunque con un 51,73% de los sufragios obtuvo el que en ese momento era su menor porcentaje de voto popular, viéndose beneficiado por la división de los partidos opositores (en especial el Frente Nacional de Botsuana y el Partido del Congreso de Botsuana) y el sistema electoral uninominal. La oposición salió prácticamente descabezada de las elecciones, ya que ninguno de los líderes de los partidos (Otsweletse Moupo del BNF y Otlaadisa Koosaletse del BCP) resultaron electos. Los comicios permitieron la reelección del presidente Festus Mogae para un último mandato y consolidaron el papel del vicepresidente Ian Khama (hijo del primer presidente del país, Seretse Khama) como sucesor designado de Mogae debido a su fuerte intervención en la campaña del oficialismo. El período 2004-2008 se caracterizó por una mayor presencia de Khama en el gobierno y el relevo de varios dirigentes de alto perfil, mucho de los cuales ocupaban sus cargos desde comienzos de la administración de Quett Masire, a favor de figuras vinculadas a Khama. Khama asumió como presidente de Botsuana el 1 de abril de 2008, cuando Mogae se retiró después de cumplir diez años en el cargo, prometiendo una gestión «sin cambios radicales».
Los primeros meses de gobierno de Khama se caracterizaron por una serie de medidas que fueron objeto de profundas críticas por parte de la oposición, como la promulgación de la Ley de Profesionales de los Medios, cuyo objetivo nominal era «fomentar un estándar periodístico más profesional», pero que fue criticada por ser difícil de aplicar o interpretar correctamente y por supuestamente inhibir la libertad de expresión de los medios de comunicación en el país. En paralelo, Khama asumió una postura confrontativa y agresiva con el régimen de ZANU-PF en la vecina Zimbabue, en el marco de las elecciones generales del país vecino en 2008, criticando la administración violenta de los comicios por parte del gobierno de Robert Mugabe y su cuestionada reelección. Las gestiones de Khama lo pusieron en abierto conflicto con Daniel Kwelagobe, ministro de Asuntos Presidenciales y exponente del ala tradicionalista del BDP, lo que resultó en la creación de dos facciones paralelas. La facción favorable a Khama se denominó «Equipo A» («A-Team») y estaba compuesta (además del propio Khama) por el vicepresidente Mompati Merafhe y el ministro de educación Jacob Nkate. La facción favorable a Kwelagobe se denominó «Barata Phati» (en setsuana: «los que aman al partido»). Estos últimos buscaban realizar una reforma no solo dentro del BDP, sino de la constitución de Botsuana. Formaban parte de esta facción, además de Kwelagobe, Gomolemo Motswaledi (exsecretario de la Rama Juvenil) y el exministro de Finanzas Ponatshego Kedikilwe.
Los miembros de Barata Phati acusaron a Khama de tener tendencias autoritarias y extralimitarse en sus funciones como líder del partido. Kwelagobe fue despedido como ministro en abril de 2009, en el punto más álgido del conflicto. Motswaledi renunció a sus ambiciones de buscar el escaño parlamentario de Serowe North West (un férreo bastión del BDP) para dar lugar a Tshekedi Khama, hermano del presidente, pero sus conflictos con la facción dominante le impidieron disputar un escaño en Gaborone. Motswaledi perdió una demanda contra Khama cuando el Tribunal Superior dictaminó que el presidente gozaba de inmunidad constitucional frente a litigios en virtud de su cargo. Finalmente, en septiembre, de cara a la inminente campaña para las elecciones generales, Khama y Kwelagobe se reunieron y acordaron poner fin a la disputa, evitando así que el partido se fragmentara en lo inmediato. Sin embargo, muchos de los conflictos internos se mantendrían después de los comicios y el partido se terminaría dividiendo de todas formas. Algunos comentaristas supusieron que el acuerdo entre Khama y Kwelagobe era solo una estrategia de «divide y vencerás» por parte del presidente.
El panorama opositor, sin embargo, también se caracterizó por conflictos internos. Moupo, líder del BNF, consiguió ser elegido miembro de la Asamblea Nacional en una elección parcial en la circunscripción urbana de Gaborone West North, un bastión de la oposición. Sin embargo, su sonado divorcio en 2008 y una serie de cuestionamientos sobre sus finanzas personales debilitaron considerablemente su liderazgo, desatando también una lucha por el control del partido. Un grupo considerable de miembros del partido, agrupados en la «Plataforma Temporal» y compuestos más que nada por la facción universitaria del partido bajo el liderazgo de Nehemiah Modubule (líder de la Oposición en la Asamblea Nacional), exigió la dimisión de Moupo y lo responsabilizó por su declive electoral. Moupo fue públicamente respaldado por el presidente saliente, Mogae, y logró retener el control del partido prácticamente por medios judiciales. En las elecciones primarias del BNF a principios de 2008, Moupo resultó sorpresivamente derrotado por un candidato disidente, Letlhogonolo Maemo Bantsi. Sin embargo, se negó a renunciar como líder del partido y volvió a presentarse como su candidato presidencial de cara a 2009. Ante esta situación, la «Plataforma Temporal» anunció que presentaría candidatos separados como independientes en algunas circunscripciones, dividiendo de facto al BNF de cara a los comicios.
Por su parte, el Partido del Congreso de Botsuana, tercera fuerza nacional, enfrentó también un proceso de renovación interna. Otlaadisa Koosaletse, que había líder y sido candidato presidencial del partido en las anteriores elecciones, abandonó el liderazgo del partido y regresó al BNF (presentándose, de hecho, como candidato del partido en Lobatse). Gilson Saleshando, que había estado muy cerca de resultar electo en Selibe Phikwe West (relegando incluso al tercer lugar al líder del BNF, Moupo) y era además padre de Dumelang Saleshando (único parlamentario electo del partido, en la circunscripción de Gaborone Central), fue elegido nuevo líder del BCP y candidato presidencial para las elecciones de 2009. De cara a los comicios, el BCP logró un acuerdo con el Movimiento de la Alianza de Botsuana (BAM), su primera cooperación con otro partido desde su fundación, para distribuirse circunscripciones y presentar una candidatura nacional conjunta. El Partido Popular de Botsuana (BPP), que había formado parte del BAM en 1999 y del «Pacto» con el BNF y el BAM en 2004, se presentó en solitario, la última vez hasta la fecha que lo ha hecho.

## Sistema electoral
Los comicios se realizaron bajo la constitución vigente aprobada en 1966, y siguiendo los lineamientos de la ley electoral aprobada el 17 de mayo de 1968 con las reformas sancionadas en referéndum en 1997. De acuerdo con la misma, todo ciudadano botsuano mayor de dieciocho años puede registrarse para votar en las elecciones, siempre que estén inscritos en la lista electoral de su lugar de residencia y no tengan una condena de prisión que supere los seis meses. Las listas electorales se establecen en las oficinas de votación de los barrios una vez que los distritos electorales se hubiesen demarcado. Un elector solo puede votar en la circunscripción en la que está registrado. El sufragio es universal, optativo y secreto.
Todo ciudadano registrado como votante que fuere capaz demostrar un dominio oral y escrito suficiente del idioma inglés podría presentar su candidatura para diputado de la Asamblea Nacional. No podrían presentar su candidatura aquellos que incumplieran los requisitos, ni tampoco los miembros de la entidad tribal denominada Consejo de Jefes o los funcionarios públicos en ejercicio. 57 de los 63 escaños de la Asamblea Nacional son elegidos por medio de escrutinio mayoritario uninominal. Todo el territorio del país se encuentra dividido en cincuenta y siete circunscripciones, cada una de las cuales debe ser representada por un diputado, elegido por el electorado de dicha circunscripción a simple mayoría de votos. Cada candidatura a la Asamblea Nacional debe ser presentada por dos ciudadanos de la circunscripción que se disputará y respaldada por al menos otros siete. Un candidato no puede representar a más de una circunscripción.
El presidente de la República es elegido al mismo tiempo que la Asamblea Nacional bajo un sistema indirecto. Los candidatos a la Asamblea Nacional deben declarar su apoyo por un candidato presidencial, y el candidato que reciba los apoyos de la mayor cantidad de diputados electos será de este modo elegido presidente. Su mandato es renovado cuando se renueva la Asamblea Nacional. En caso de la vacancia de un cargo parlamentario durante el período legislativo, se realizarán elecciones parciales en dicha circunscripción bajo el mismo sistema electoral. El tiempo máximo que una persona puede ejercer la presidencia de la República es de diez años (equivalente a dos mandatos de cinco).
Después de las elecciones, otros cuatro miembros de la Asamblea Nacional son designados por los parlamentarios electos para representar intereses especiales. El presidente y el fiscal general de la República son miembros ex officio sin derecho a voto.

## Candidaturas

### Candidaturas presidenciales

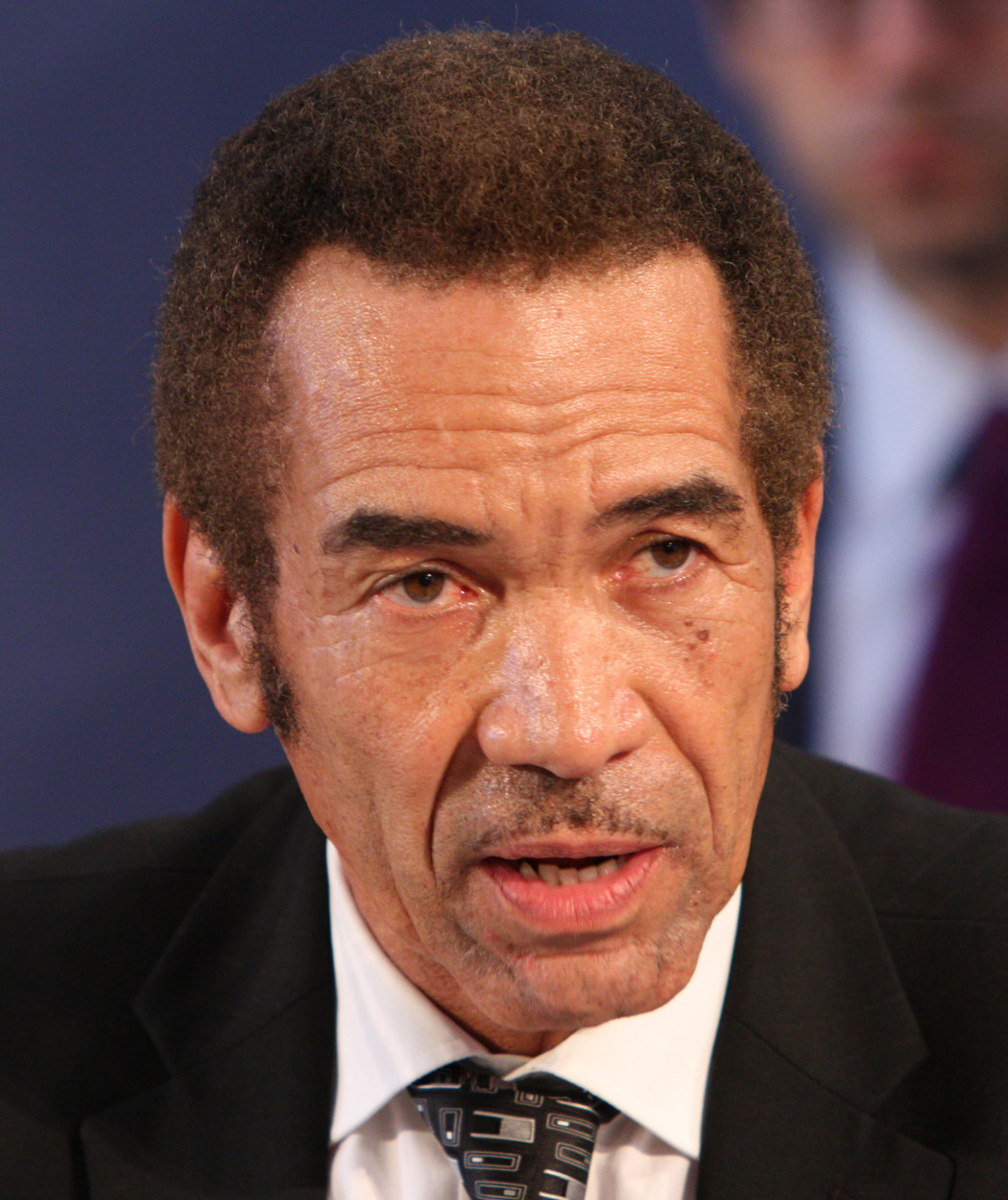
Ian Khama sucedió a Festus Mogae como líder del gobernante y dominante Partido Democrático de Botsuana de cara a estas elecciones.

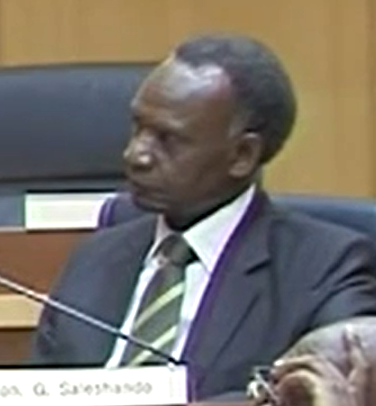
Gilson Saleshando lideró al opositor Partido del Congreso de Botsuana, la tercera ocasión consecutiva en la que el partido concurrió con un líder distinto.

De conformidad con la Sección 7 de las disposiciones complementarias de la Ley de Elecciones Presidenciales, el Secretario de la Comisión Electoral Independiente nombró oficiales autenticadores el 21 de agosto de 2009 para autenticar los documentos de los aspirantes presidenciales. Estos incluyeron Comisionados de Distrito, Oficiales de Distrito y Oficiales Superiores de Policía. El Presidente del Tribunal Supremo, como oficial escrutador de las elecciones presidenciales, recibió los documentos de nominación de los candidatos el 12 de septiembre de 2009 entre las 10:00 y las 13:00 horas, y entre las 14:00 y las 17:00 horas en el Tribunal Superior de Lobatse. Al cierre de operaciones, tres líderes de partidos políticos fueron declarados válidamente nominados como candidatos para la elección al cargo de Presidente de la siguiente manera.
| Candidato                                | Partido | Partido                                                                         |
| ---------------------------------------- | ------- | ------------------------------------------------------------------------------- |
| Gilson Saleshando                        |         | Partido del Congreso de Botsuana-Movimiento de la Alianza de Botsuana (BCP/BAM) |
| Ian Khama                                |         | Partido Democrático de Botsuana (BDP)                                           |
| Otsweletse Moupo                         |         | Frente Nacional de Botsuana (BNF)                                               |
| Fuente: Comisión Electoral Independiente |         |                                                                                 |

### Candidaturas parlamentarias
Mientras tanto, el día de la nominación de candidatos para las elecciones a la Asamblea Nacional fue el 18 de septiembre, al mismo tiempo que las nominaciones para las elecciones de gobierno local. Al igual que en todas las elecciones desde la independencia, el Partido Democrático de Botsuana fue la única fuerza que presentó candidatos en todas las cuarenta circunscripciones. El Frente Nacional de Botsuana fue el segundo partido con mayor número de candidatos con 48 postulantes, un aumento respecto a los anteriores comicios, aunque se le contrapuso la postulación de varios disidentes de la «Plataforma Temporal» como independientes, lo que resultó en la mayor cantidad de postulaciones no partidistas de la historia electoral de Botsuana (quince aspirantes). El Partido del Congreso de Botsuana presentó 42 candidatos, a los cuales se sumarían los cuatro candidatos que postuló el Movimiento de la Alianza de Botsuana en acuerdo con el BCP. El Partido Popular de Botsuana disputó seis escaños, más que nada en su área de influencia en el este del país. El marxista Movimiento MELS de Botsuana disputó cuatro circunscripciones urbanas, y John Modise se inscribió como candidato de la Organización de Desempleados de Botsuana en el distrito de Lobatse.
|  | 100.00 % |

|  | 84.21 % |

|  | 73.68 % |

|  | 10.53 % |

|  | 7.02 % |

|  | 7.02 % |

|  | 1.75 % |

|  | 26.32 % |

## Campaña
Realizada en el marco de conflictos internos en los principales partidos políticos, la campaña electoral (realizada entre septiembre y octubre de 2009) se consideró en gran medida apática, pero los observadores la elogiaron como generalmente pacífica. Los principales temas fueron la inminente recesión económica provocada por la crisis global, así como el alto índice de desempleo. Los partidos políticos emplearon vallas publicitarias, la prensa escrita e incluso algunos debates televisados para hacer llegar sus propuestas, realizando también algunas concentraciones públicas aisladas, aunque en estas se registró escasa concurrencia. En general, se reportó un ambiente libre en la cobertura de la campaña y los partidos pudieron acceder a medios de difusión luego de la aprobación de un nuevo Código de Conducta Electoral en junio de 2009, que preveía la distribución de la presencia en los medios para los partidos políticos, aunque se denunció que el oficialismo recibió una cobertura desmedida respecto de la oposición. Asimismo, la organización feminista Emang Basadi realizó un monitoreo del proceso y emitió un reporte muy crítico con la campaña electoral, considerando que gran parte del tono de los medios de comunicación botsuanos estaba sesgado en contra de las candidatas mujeres.
El Partido Democrático de Botsuana centró su discurso, como en la mayoría de las campañas desde la independencia, en defender su historia al frente del gobierno, incluida la educación, la capacitación y el desarrollo económico, y se comprometió a mantener el rumbo sostenido hasta el momento. El partido basó su manifiesto electoral, bajo el eslogan «Asegura tu futuro, vota BDP, el partido en el que puedes confiar», en el plan «Visión 2016» que ya había resaltado en el manifiesto de las elecciones de 2004. Khama expuso su plan de gobierno en un mensaje al comienzo de su manifiesto, anticipando que «es a través del trabajo duro, la autosuficiencia, la decisión y la determinación que hemos podido lograr lo que tenemos hasta este momento» e hizo campaña comprometiéndose a profundizar la democracia y el crecimiento económico, poniendo énfasis en los considerables elogios que recibía la gestión del BDP en Botsuana por parte de organismos regionales e internacionales, con el Banco Mundial situando a Botsuana en el primer puesto de crecimiento de África, y citando como logros un crecimiento económico de 6,2% y un aumento del empleo interno del 59%. A pesar de que no existían muchas dudas de que el BDP volvería a ganar la selecciones por amplio margen, el partido demostró una baja capacidad de movilización. Ninguna de los actos de campaña en los que el presidente Khama participó como orador principal recogió una gran concurrencia, siendo el más concurrido una concentración en Gaborone a la que asistieron «entre 200 y 300 personas», situación achacada al hecho de que la capital tendía más a votar candidatos opositores.
Por su parte, el Frente Nacional de Botsuana hizo campaña enfocándose en cuestiones relativas a la unidad nacional, la creación de una sociedad civil fuerte y la conversión de Botsuana en un Estado del bienestar con la expansión de la intervención del estado en la economía, los servicios públicos y la seguridad social. El partido presentó su manifiesto a fines de septiembre bajo el eslogan «La clave para una vida de calidad para todos». La plataforma económica del BNF se autoproclamó socialdemócrata, criticando la política económica del BDP como «excluyente» para los sectores más desfavorecidos y proponiendo en su lugar un sistema económico mixto basado en cuatro niveles: sector público, sector paraestatal, sector privado y cooperativas. El manifiesto puso gran énfasis en estas últimas, y tuvo un tono crítico para el comportamiento del sector privado en Botsuana, considerando al estado como principal responsable de generar empleo y acceso a la vivienda. El BNF prometió también que el setsuana sería el único idioma oficial del país y sería de enseñanza escolar obligatoria para todos los grupos étnicos, mientras se buscaría prohibir más estrictamente la discriminación basada en las etnias. Moupo reconoció los problemas internos del partido pero criticó que el BDP enfrentaba una situación similar bajo Khama. Sin embargo, la campaña del BNF se vio afectada por esta división (con los candidatos de la «Plataforma Temporal» disidente solicitando rutinariamente la renuncia de Moupo) y los intentos del partido de realizar actos masivos de campaña fueron un fracaso, destacando su intención de organizar una concentración cerca de la Universidad de Botsuana, en una región en la que el partido era tradicionalmente fuerte, a la que solo asistieron un centenar de personas y que se vio opacado por un partido de fútbol que tuvo lugar en un campo de juego abierto adyacente a donde se realizaba el evento.
La coalición entre el Partido del Congreso de Botsuana y el Movimiento de la Alianza de Botsuana centró su campaña en encender las alarmas por lo que consideraba una inminente deriva autoritaria por parte del gobierno de Khama y el riesgo de no buscar fuentes alternativas de ingresos a las reservas extranjeras para el desarrollo, denunciando que bajo el liderazgo del BDP el país sería invariablemente conducido a «la dictadura y el colapso económico». Ambas fuerzas lanzaron un manifiesto conjunto, con un prólogo escrito por Saleshando y un epílogo del presidente del BAM, Ephraim Setshwaelo, titulado «Una nación en la encrucijada». El manifiesto tuvo un tono marcadamente críptico, acusando al gobierno del BDP de estar estableciendo una red de agentes de seguridad y de regir el país «como una junta militar», dificultando cada vez más la libertad de expresión en el país. El BCP explotó el origen militar de Khama para este fin y señaló el conflicto interno dentro del partido gobernante, acusando a los disidentes del liderazgo de Khama de «vivir con miedo» de perder el favor del mandatario. En el aspecto económico, el BCP acusó al gobierno del BDP de desperdiciar el potencial de las industrias manufacturera y turística, señalando esto como posibles causas del alto nivel de desempleo y pobreza, y advirtiendo que la economía de Botsuana no podía pasar demasiado tiempo sin diversificarse ante la llegada de la recesión. A diferencia del BDP y el BNF, el BCP (que era por lejos el partido más internamente cohesionado en ese momento) logró una de las concentraciones más grandes de la campaña, movilizando a unas 600 personas.
Por afuera de los tres partidos mayoritarios y la «Plataforma Temporal» del BNF, la campaña del Partido Popular de Botsuana se centró en el desarrollo agrícola y la manufacturera, mientras que el Movimiento MELS de Botsuana, partido de corte marxista, prometió luchar contra la explotación de la población.

## Conducta
Botsuana es un país donde se lleva a cabo el voto anticipado, es decir pueden concurrir a las urnas antes de la fecha programada para los comicios, pero solo aquellos extranjeros que asistan a embajadas y consulados y para los oficiales de policía y los vocales de mesa. Como forma de evitar fraude electoral. Sin embargo, en esta ocasión, la imprenta contratada por la Comisión Electoral Independiente (CEI) en Johannesburgo, Sudáfrica, tuvo unos problemas de retraso y las papeletas llegaron el mismo día de las elecciones. Lo cual obligó a los funcionarios de las policías y a los vocales de mesa a votar junto al público general. Esta situación generó una demanda de parte del BDP a la comisión electoral del país, que es un órgano autónomo del gobierno para mayor transparencia.
Francisco Madeira, jefe de la misión de observadores de la Comunidad de Desarrollo del África Meridional dio un informe respecto del perfecto funcionamiento de los locales de sufragio y del orden en que se llevó a cabo el proceso.

## Encuesta de opinión
| Encuesta | Fuente                  | Fecha de campo     | BDP | BNF | BCP | Otro Ninguno |
| -------- | ----------------------- | ------------------ | --- | --- | --- | ------------ |
|          | Universidad de Botsuana | 28-sep-16-oct-2013 | 63% | 13% | 8%  | 10%          |

## Resultados

### Resultado general

Resultados por circunscripción.

Las elecciones resultaron en una aplastante victoria para el gobernante Partido Democrático de Botsuana, que revalidó su mayoría calificada de dos tercios con un 53,26% del voto popular y 45 de los 57 escaños parlamentarios electos (un escaño más que lo obtenido en las anteriores elecciones) facilitando la elección del presidente Ian Khama para un mandato completo. El triunfo del BDP se vio facilitado por el sistema electoral y la división de los partidos opositores, ya que en realidad se trató de su segundo porcentaje más bajo en el voto popular hasta el momento. El apoyo al BDP se restringió cada vez más a los bastiones tradicionales setsuana del partido en el extremo este del país y la región natal de Seretse Khama, Serowe, con sus mayores triunfos en Serowe North West (con el hermano de Khama, Tshekedi, logrando un 83,77% de las preferencias), Serowe North East (con Dikgakgamatso N. Seretse obteniendo un 81,47%) y Serowe South (con Pelonomi Venson-Moitoi obteniendo un 76,39%). Ningún otro candidato en disputa superó el 75% de los votos válidos. El partido demostró también un ligero crecimiento en áreas urbanas, beneficiándose por la crisis interna del BNF, y tomó el control de cuatro de las cinco circunscripciones de la capital, Gaborone, coinicidiendo con una histórica victoria en las elecciones locales que le permitió arrebatarle al BNF el control del concejo capitalino por primera vez desde 1984. Los peores resultados para el BDP se dieron en Gaborone Central (con un 26,94%) y Kgatleng East con un 32,36%, los únicos distritos donde el partido no obtuvo al menos un tercio de los votos. En Kgatleng West se dio su victoria por menor margen, con un 40,55%.
Duramente afectado por sus divergencias internas, el Frente Nacional de Botsuana sufrió una abrumadora hemorragia electoral y obtuvo su peor resultado desde 1984, acompañado con su derrota en las elecciones al concejo local de Gaborone después de veinticinco años de hegemonía. El BNF recibió solo el 21,94% y 6 escaños, lo que lo dejó a tan solo 2.820 votos (0,52%) de verse relegado al tercer puesto detrás de la coalición BCP-BAM. El partido resistió mayormente en el extremo sur del país, donde ganó tres circunscripciones (Ngwaketse West, Kgalagadi North y Kgalagadi South) por márgenes extremadamente ajustados. Su victoria en Kgalagadi North, de tan solo 5 votos sobre el BDP, fue el triunfo más ajustado de toda la elección. Asimismo, hubo varias circunscripciones (sobre todo en el norte del país, donde el BNF era generalmente más débil) en las que los candidatos del partido no consiguieron superar el umbral del 5% de los votos para retener sus depósitos electorales. El resultado terminó con el liderazgo de Otsweletse Moupo, que decidió no buscar la reelección al frente del partido al año siguiente. Dado que Moupo no fue candidato parlamentario, Olebile Gaborone ejerció como líder de la Oposición en su lugar.
El bloque entre el Partido del Congreso de Botsuana y el Movimiento de la Alianza de Botsuana se benefició, en menor medida que el BDP, de la debacle del BNF y obtuvo un importante crecimiento en votos y escaños, alcanzando un 21,42% (19,15% para el BCP y 2,27% para el BAM) y 5 escaños. Por sí solo, el BCP logró el mejor resultado hasta el momento para cualquier partido opositor que no fuera el BNF, ganando las dos circunscripciones del extremo norte del país (Okavango y Chobe) y dos circunscripciones urbanas, sumando Selibe Phikwe West (con su líder, Gilson Saleshando) y reteniendo su único escaño de la legislatura anterior en Gaborone Central. Dumelang Saleshando (parlamentario en ejercicio e hijo del líder del partido) obtuvo el 61,75% de los votos, el mejor desempeño para cualquier candidato opositor en la jornada, y el BCP fue la segunda fuerza más votada en Gaborone. Sin embargo, el partido continuó rezagado ante el BNF en el sur del país y fracasó en desplazarlo como principal fuerza de la oposición por unos pocos votos. Mientras tanto, el BAM logró ganar el escaño de Ngami con el apoyo del BCP, recibiendo el 48,43% de los votos. El BAM se fusionaría con el BCP después de las elecciones.
En cuanto a las demás formaciones en disputa, los candidatos independientes ligados a la «Plataforma Temporal» del BNF no tuvieron un buen desempeño y casi ninguno retuvo su depósito, pero su líder, Nehemiah Modubule logró retener su escaño en Lobatse con un 42,75% de los votos, convirtiéndose en la primera persona en ser electa al Parlamento de Botsuana como independiente. Sin embargo, Modubule retornaría al BNF después de las elecciones. El Partido Popular de Botsuana fracasó por quinta vez consecutiva en retornar al Parlamento y obtuvo un 1,39% de los votos, su peor resultado histórico, aunque logró ubicarse en segundo puesto en los distritos de Tati East (30,37%) y Tati West (42,14%). El Movimiento MELS de Botsuana obtuvo 292 votos entre sus cuatro candidatos y John Modise, único aspirante de la Organización de Desempleados de Botsuana, obtuvo solo 40 votos en Lobatse. Nuevamente, la división de las fuerzas opositoras jugó un papel trascendental en garantizar el resultado del BDP. Una oposición unida hubiera triunfado en veinte circunscripciones (ocho más que las doce en las que triunfó), privando al partido gobernante de su mayoría calificada de dos tercios.
|  | 53.26 % |

|  | 21.94 % |

|  | 19.15 % |

|  | 2.27 % |

|  | 1.39 % |

|  | 0.05 % |

|  | 0.01 % |

|  | 1.92 % |

|  | 98.12 % |

|  | 1.88 % |

|  | 100.00 % |

|  | 76.71 % |

### Resultado por circunscripción
|  | 51.03 % |

|  | 46.96 % |

|  | 2.01 % |

|  | 98.55 % |

|  | 1.45 % |

|  | 100.00 % |

|  | 75.86 % |

|  | 54.51 % |

|  | 22.55 % |

|  | 21.34 % |

|  | 1.61 % |

|  | 98.15 % |

|  | 1.85 % |

|  | 100.00 % |

|  | 74.87 % |

|  | 60.54 % |

|  | 30.61 % |

|  | 8.85 % |

|  | 98.66 % |

|  | 1.34 % |

|  | 100.00 % |

|  | 74.16 % |

|  | 48.43 % |

|  | 46.51 % |

|  | 3.50 % |

|  | 1.55 % |

|  | 97.82 % |

|  | 2.18 % |

|  | 100.00 % |

|  | 77.25 % |

|  | 59.04 % |

|  | 40.96 % |

|  | 96.95 % |

|  | 3.05 % |

|  | 100.00 % |

|  | 76.60 % |

|  | 69.63 % |

|  | 30.37 % |

|  | 98.48 % |

|  | 1.52 % |

|  | 100.00 % |

|  | 75.29 % |

|  | 51.92 % |

|  | 42.14 % |

|  | 5.94 % |

|  | 98.48 % |

|  | 1.52 % |

|  | 100.00 % |

|  | 75.91 % |

|  | 53.28 % |

|  | 45.09 % |

|  | 1.63 % |

|  | 99.44 % |

|  | 0.56 % |

|  | 100.00 % |

|  | 73.64 % |

|  | 50.10 % |

|  | 33.24 % |

|  | 12.67 % |

|  | 4.00 % |

|  | 98.81 % |

|  | 1.19 % |

|  | 100.00 % |

|  | 70.98 % |

|  | 48.95 % |

|  | 43.13 % |

|  | 3.52 % |

|  | 3.41 % |

|  | 0.68 % |

|  | 0.32 % |

|  | 99.34 % |

|  | 0.66 % |

|  | 100.00 % |

|  | 71.87 % |

|  | 63.50 % |

|  | 36.50 % |

|  | 96.98 % |

|  | 3.02 % |

|  | 100.00 % |

|  | 69.96 % |

|  | 56.89 % |

|  | 43.11 % |

|  | 98.10 % |

|  | 1.90 % |

|  | 100.00 % |

|  | 74.96 % |

|  | 65.45 % |

|  | 34.55 % |

|  | 98.13 % |

|  | 1.87 % |

|  | 100.00 % |

|  | 71.35 % |

|  | 67.25 % |

|  | 29.53 % |

|  | 3.22 % |

|  | 97.81 % |

|  | 2.19 % |

|  | 100.00 % |

|  | 71.36 % |

|  | 53.83 % |

|  | 46.17 % |

|  | 97.93 % |

|  | 2.07 % |

|  | 100.00 % |

|  | 76.69 % |

|  | 71.26 % |

|  | 28.74 % |

|  | 97.92 % |

|  | 2.08 % |

|  | 100.00 % |

|  | 76.72 % |

|  | 48.13 % |

|  | 41.05 % |

|  | 9.08 % |

|  | 1.75 % |

|  | 99.13 % |

|  | 0.87 % |

|  | 100.00 % |

|  | 78.73 % |

|  | 47.61 % |

|  | 39.58 % |

|  | 12.82 % |

|  | 99.61 % |

|  | 0.39 % |

|  | 100.00 % |

|  | 79.04 % |

|  | 59.01 % |

|  | 25.37 % |

|  | 12.81 % |

|  | 2.81 % |

|  | 95.24 % |

|  | 4.76 % |

|  | 100.00 % |

|  | 73.23 % |

|  | 55.60 % |

|  | 40.73 % |

|  | 3.67 % |

|  | 99.72 % |

|  | 0.28 % |

|  | 100.00 % |

|  | 73.03 % |

|  | 51.28 % |

|  | 41.30 % |

|  | 7.42 % |

|  | 97.53 % |

|  | 2.47 % |

|  | 100.00 % |

|  | 75.61 % |

|  | 67.01 % |

|  | 31.42 % |

|  | 1.57 % |

|  | 98.01 % |

|  | 1.99 % |

|  | 100.00 % |

|  | 75.09 % |

|  | 71.87 % |

|  | 18.64 % |

|  | 9.49 % |

|  | 98.09 % |

|  | 1.91 % |

|  | 100.00 % |

|  | 73.57 % |

|  | 56.03 % |

|  | 37.24 % |

|  | 6.73 % |

|  | 97.12 % |

|  | 2.88 % |

|  | 100.00 % |

|  | 76.76 % |

|  | 81.47 % |

|  | 9.70 % |

|  | 8.84 % |

|  | 97.78 % |

|  | 2.22 % |

|  | 100.00 % |

|  | 72.03 % |

|  | 83.77 % |

|  | 16.23 % |

|  | 98.07 % |

|  | 1.93 % |

|  | 100.00 % |

|  | 74.87 % |

|  | 76.39 % |

|  | 16.67 % |

|  | 6.94 % |

|  | 96.38 % |

|  | 3.62 % |

|  | 100.00 % |

|  | 72.32 % |

|  | 53.24 % |

|  | 41.66 % |

|  | 5.10 % |

|  | 97.19 % |

|  | 2.81 % |

|  | 100.00 % |

|  | 74.36 % |

|  | 56.05 % |

|  | 24.24 % |

|  | 19.71 % |

|  | 96.83 % |

|  | 3.17 % |

|  | 100.00 % |

|  | 70.62 % |

|  | 42.94 % |

|  | 32.36 % |

|  | 24.70 % |

|  | 98.90 % |

|  | 1.10 % |

|  | 100.00 % |

|  | 79.78 % |

|  | 40.55 % |

|  | 35.56 % |

|  | 19.72 % |

|  | 4.17 % |

|  | 98.42 % |

|  | 1.58 % |

|  | 100.00 % |

|  | 78.56 % |

|  | 61.75 % |

|  | 26.94 % |

|  | 11.31 % |

|  | 98.01 % |

|  | 1.99 % |

|  | 100.00 % |

|  | 76.26 % |

|  | 44.15 % |

|  | 41.28 % |

|  | 14.56 % |

|  | 99.29 % |

|  | 0.71 % |

|  | 100.00 % |

|  | 76.04 % |

|  | 41.11 % |

|  | 34.02 % |

|  | 24.87 % |

|  | 99.07 % |

|  | 0.93 % |

|  | 100.00 % |

|  | 74.45 % |

|  | 43.50 % |

|  | 31.62 % |

|  | 24.52 % |

|  | 0.37 % |

|  | 99.27 % |

|  | 0.73 % |

|  | 100.00 % |

|  | 78.90 % |

|  | 50.29 % |

|  | 22.64 % |

|  | 15.23 % |

|  | 11.85 % |

|  | 98.26 % |

|  | 1.74 % |

|  | 100.00 % |

|  | 76.93 % |

|  | 41.99 % |

|  | 41.81 % |

|  | 16.20 % |

|  | 99.05 % |

|  | 0.95 % |

|  | 100.00 % |

|  | 80.41 % |

|  | 47.90 % |

|  | 45.18 % |

|  | 6.00 % |

|  | 0.92 % |

|  | 98.89 % |

|  | 1.11 % |

|  | 100.00 % |

|  | 82.48 % |

|  | 42.03 % |

|  | 30.64 % |

|  | 22.24 % |

|  | 3.74 % |

|  | 1.01 % |

|  | 0.33 % |

|  | 99.36 % |

|  | 0.64 % |

|  | 100.00 % |

|  | 73.34 % |

|  | 50.26 % |

|  | 33.43 % |

|  | 16.32 % |

|  | 98.81 % |

|  | 1.19 % |

|  | 100.00 % |

|  | 76.33 % |

|  | 57.55 % |

|  | 42.45 % |

|  | 97.62 % |

|  | 2.38 % |

|  | 100.00 % |

|  | 79.74 % |

|  | 51.90 % |

|  | 45.58 % |

|  | 2.51 % |

|  | 98.69 % |

|  | 1.31 % |

|  | 100.00 % |

|  | 78.95 % |

|  | 74.27 % |

|  | 25.73 % |

|  | 98.25 % |

|  | 1.75 % |

|  | 100.00 % |

|  | 77.71 % |

|  | 63.10 % |

|  | 19.71 % |

|  | 15.80 % |

|  | 1.38 % |

|  | 97.21 % |

|  | 2.79 % |

|  | 100.00 % |

|  | 75.67 % |

|  | 50.16 % |

|  | 49.84 % |

|  | 97.16 % |

|  | 2.84 % |

|  | 100.00 % |

|  | 79.65 % |

|  | 50.22 % |

|  | 49.78 % |

|  | 96.95 % |

|  | 3.05 % |

|  | 100.00 % |

|  | 81.21 % |

|  | 42.75 % |

|  | 41.57 % |

|  | 10.42 % |

|  | 4.85 % |

|  | 0.41 % |

|  | 97.98 % |

|  | 2.02 % |

|  | 100.00 % |

|  | 74.37 % |

|  | 55.17 % |

|  | 29.94 % |

|  | 14.89 % |

|  | 96.52 % |

|  | 3.48 % |

|  | 100.00 % |

|  | 77.52 % |

|  | 54.53 % |

|  | 38.48 % |

|  | 6.99 % |

|  | 96.52 % |

|  | 3.48 % |

|  | 100.00 % |

|  | 77.08 % |

|  | 54.24 % |

|  | 43.37 % |

|  | 2.39 % |

|  | 98.31 % |

|  | 1.69 % |

|  | 100.00 % |

|  | 79.20 % |

|  | 49.79 % |

|  | 44.28 % |

|  | 5.93 % |

|  | 98.59 % |

|  | 1.41 % |

|  | 100.00 % |

|  | 77.54 % |

|  | 68.95 % |

|  | 16.43 % |

|  | 13.19 % |

|  | 0.78 % |

|  | 0.65 % |

|  | 97.46 % |

|  | 2.54 % |

|  | 100.00 % |

|  | 76.33 % |

|  | 50.00 % |

|  | 46.89 % |

|  | 3.11 % |

|  | 97.62 % |

|  | 3.38 % |

|  | 100.00 % |

|  | 79.69 % |

|  | 50.03 % |

|  | 49.97 % |

|  | 99.02 % |

|  | 0.98 % |

|  | 100.00 % |

|  | 87.54 % |

|  | 50.80 % |

|  | 49.20 % |

|  | 98.45 % |

|  | 1.55 % |

|  | 100.00 % |

|  | 81.48 % |

|  | 54.02 % |

|  | 26.50 % |

|  | 12.35 % |

|  | 7.13 % |

|  | 97.29 % |

|  | 2.71 % |

|  | 100.00 % |

|  | 77.17 % |

|  | 62.19 % |

|  | 37.81 % |

|  | 97.80 % |

|  | 2.20 % |

|  | 100.00 % |

|  | 82.19 % |